# NGC 3314A
NGC 3314A is een balkspiraalstelsel in het sterrenbeeld Waterslang. Het hemelobject werd op 24 maart 1835 ontdekt door de Britse astronoom John Herschel. Het hemelobject ligt in de buurt van NGC 3314B.

## Synoniemen
- PGC 31531
- ESO 501-46
- MCG -4-25-41
- AM 1034-272
- IRAS10348-2725
- PRC D-48